# Cryothenia amphitreta
Cryothenia amphitreta és una espècie de peix pertanyent a la família dels nototènids.

## Morfologia
És de color porpra i daurat. L'interior de la boca, les cavitats branquials i el peritoneu són de color negre. Les seues aletes pelvianes arriben només fins a la meitat de la distància que hi ha entre la base de les pelvianes i l'origen de l'aleta anal. Es protegeix de la congelació mercès a alts nivells de proteïnes anticongelants que porten els fluids del seu cos. Té una estructura única en el seu crani amb dues obertures (els altres nototènids només en tenen una) que li ajuda a detectar canvis en la pressió de l'aigua i, així, localitzar millor les seues preses.

## Hàbitat
És un peix d'aigua marina, pelàgic-oceànic i de clima polar.

## Distribució geogràfica
Es troba a l'oceà Antàrtic: el mar de Ross.

## Observacions
És inofensiu per als humans.